# Utbildning i Bulgarien
Utbildning i Bulgarien är sedan 1998 obligatoriskt för alla barn i åldrarna 7-16 år. Primär- och sekundärutbildningen är 12-årig i Bulgarien. 2003 kunde 98,6 % av invånarna läsa, och knappast några könsskillnader förekom då.